# Arthur Tchilingarov
Arthur Nikolaïevitch Tchilingarov (en russe : Артур Николаевич Чилингаров, en arménien : Արտուր Չիլինգարյան), né le 25 septembre 1939 à Léningrad (Union soviétique) et mort le 1er juin 2024 à Moscou (Russie), est un explorateur polaire et homme politique soviétique puis russe, d'origine arménienne, membre du parti Russie unie de Vladimir Poutine. Tchilingarov est élu à la Douma de 1993 à 2011 et de 2016 à sa mort et y représente la Nénétsie. Il est représentant spécial du président russe pour la coopération internationale en Arctique et en Antarctique.

## Biographie
En 1963, Arthur Tchilingarov est diplômé de la faculté de l'Arctique de l'Institut marin de Léningrad. En tant qu'ingénieur océanographe, il est envoyé à l'Observatoire de l'Arctique de Tiksi, au nord de la république de Sakha. En 1969, il est nommé chef de la station de recherche « Pôle Nord 19 », avant de devenir, deux ans plus tard, directeur de la base antarctique Bellingshausen.
De 1974 à 1979, il travaille en Arctique occidental et dirige l'administration d'hydrométéorologie et de contrôle de l'environnement d'Amderminsk. Un nouveau système de soutien à la navigation arctique est mis en place sous sa direction. Il fera part des connaissances ainsi accumulées à propos du passage du Nord-Est dans sa thèse de géographie.
En 1985, il dirige une expédition de recherche du navire Mikhaïl Somov, resté bloqué dans les glaces de l'océan Austral. La réussite d'opérations de sauvetage dans des conditions extrêmes et les capacités organisationnelles et le courage qu'il a montrés à cette occasion lui valent de recevoir le titre de Héros de l'Union soviétique le 14 février 1986.
En 2007, il dirige une expédition en hélicoptère en Antarctique. Il survole le pôle Sud et se rend à la station américaine d'Amundsen-Scott. La même année, il participe à l'expédition Arktika 2007, mission revendiquant une partie de l'Arctique au nom de la Russie, avec comme symbole la pose d'un drapeau sur le fond océanique au pôle Nord. Cette expédition lui vaudra le titre de héros de la fédération de Russie, qui lui sera remis le 10 janvier 2008.
En juillet 2008, la Russie annonce son intention d'envoyer des sous-marins Mir au fond du lac Baïkal pour réaliser des tests dans cet écosystème unique. Arthur Tchilingarov participe à certaines des plongées des sous-marins.
Au mois d'octobre 2010, il a mené une expédition en Arctique consistant à mettre en place la station polaire dérivante SP-38 (Pôle Nord 38) chargée d'étudier le climat de cette région.

## Politique
Arthur Tchilingarov est député à la Douma d'État de 1993 à 2011, date à laquelle il devient membre du Conseil de la fédération. En 2016, il est de nouveau élu à la Douma. Réélu en septembre 2021, il siège à la chambre basse jusqu'à sa mort.

## Distinctions
Arthur Tchilingarov a reçu le titre de héros de l'Union soviétique en 1986 et celui de héros de la Russie en 2008. Il a également reçu l'ordre de Lénine, l'ordre du Drapeau rouge du Travail et l'ordre de l'Insigne d'honneur.